# Augustus Bampfylde (2e baron Poltimore)
Augustus Frederick George Warwick Bampfylde, 2e baron Poltimore (12 avril 1837 - 3 mai 1908) est un homme politique libéral britannique. Entre 1872 et 1874, il est trésorier de la maison de la reine Victoria, sous William Ewart Gladstone.

## Biographie

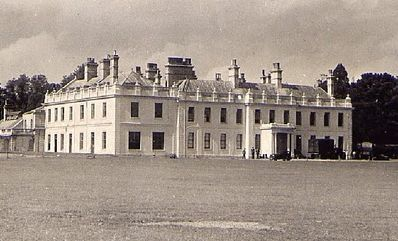
Poltimore House, siège de la famille Bampfylde

Bampfylde est le fils et l'héritier de George Bampfylde (1er baron Poltimore) et de sa seconde épouse Caroline Buller, fille du général Frederick William Buller.
Bampfylde succède à son père dans la baronnie en 1858. Il siège sur les bancs libéraux à la Chambre des lords et sert dans le premier gouvernement libéral de William Ewart Gladstone en tant que trésorier de la maison de 1872 à 1874. En 1872, il est admis au Conseil privé.
Il est nommé commandant du 1er (Exeter et South Devon) Devonshire Rifle Volunteer Corps le 27 septembre 1865.

## Mariage et enfants

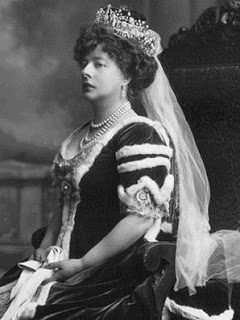
Lady Poltimore portant ses robes de pair et le diadème de Poltimore

En 1858, Lord Poltimore épouse Florence Sara Wilhelmine Brinsley Sheridan (d. février 1909), fille de Richard Brinsley Sheridan, député, de Frampton Court. Avec elle, il a des enfants dont :
- Coplestone Richard George Warwick Bampfylde, 3e baron Poltimore (1859-1918).

Florence, Lady Poltimore fait fabriquer pour elle un diadème en diamant par Garrard & Co dans les années 1870, connu plus tard sous le nom de Poltimore Tiara. Il est vendu aux enchères par le 4e baron pour 5 500 £. Il devient célèbre après avoir été porté par la princesse Margaret lors de son mariage en 1960 à l'Abbaye de Westminster, après avoir été acheté pour elle peu de temps auparavant. Après la mort de la princesse, il est vendu aux enchères en 2006 chez Christie's, par ses enfants, le vicomte Linley et Lady Sarah Chatto  pour 926 400 £ (1 704 576 $). Il peut être transformé en collier et en broches .